# Kompartmentalisering (psykologi)
Kompartmentalisering är inom psykologi uppdelningen av tankar och känslor för att undvika motstridiga övertygelser och/eller obehag.
Kompartmentalisering kan vara en försvarsmekanism, där motstridiga tankar eller värderingar hålls skilda från varandra, för att undvika att känna ångest, skam eller skuld.
Kompartmentalisering kan också vara en copingstrategi, alltså en förmåga att fokusera på en sak i taget för att till exempel hantera stress.